# Ермаков, Андрей Васильевич
Андрей Васильевич Ермаков (12 апреля 1964) — советский и российский футболист, полузащитник.

## Биография
Играть начал в 1985 году в команде второй лиги «Луч» Владивосток. Всю оставшуюся профессиональную карьеру провёл в клубе «Амур» / «Амур-Энергия» Благовещенск в 1986—1992, 1994—1995, 1997—1999 годах. Провёл за клуб 302 матча во второй лиге и три (в 1992 году) — в первой. В дальнейшем играл за любительские клубы «Кристалл» Благовещенск (2000—2001), «Горняк» Райчихинск (2002), «Спартак» Благовещенск (2003), ФК «Благовещенск» (2004).